# Powiat de Świdwin

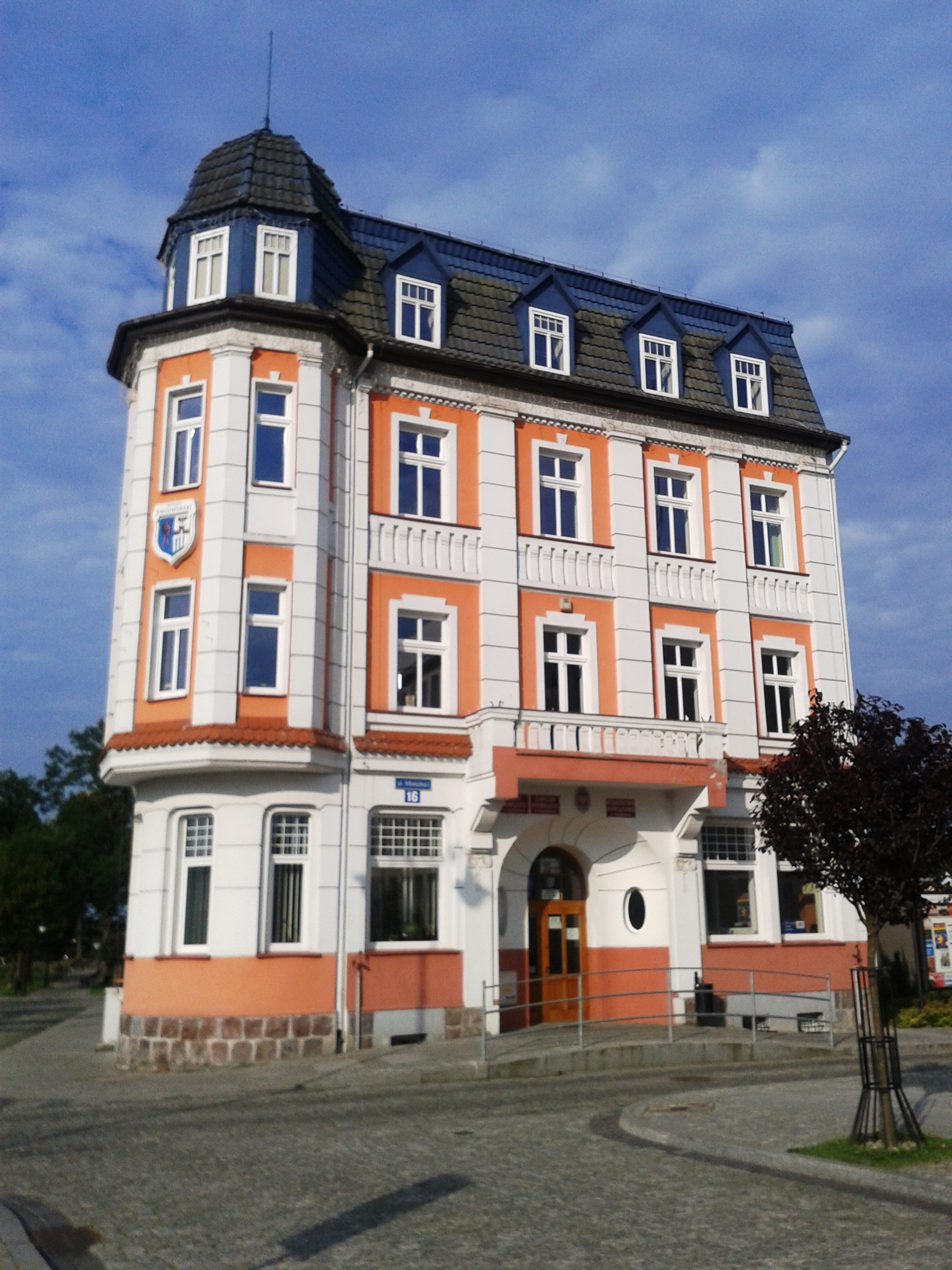
Siège du powiat.

Le powiat de Świdwin (en polonais : powiat świdwiński) est un powiat appartenant à la voïvodie de Poméranie occidentale dans le nord-ouest de la Pologne.

## Division administrative

Carte du powiat.

Le powiat de Świdwin comprend 6 communes :
- 1 commune urbaine : Świdwin ;
- 1 communes urbaine-rurale : Połczyn-Zdrój ;
- 4 communes rurales : Brzeżno, Rąbino, Sławoborze et Świdwin.